# Abu Hanifa

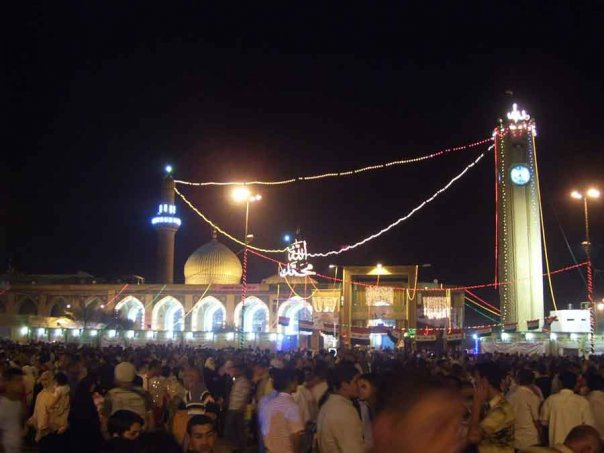
Abu Hanifa-moskee in Bagdad

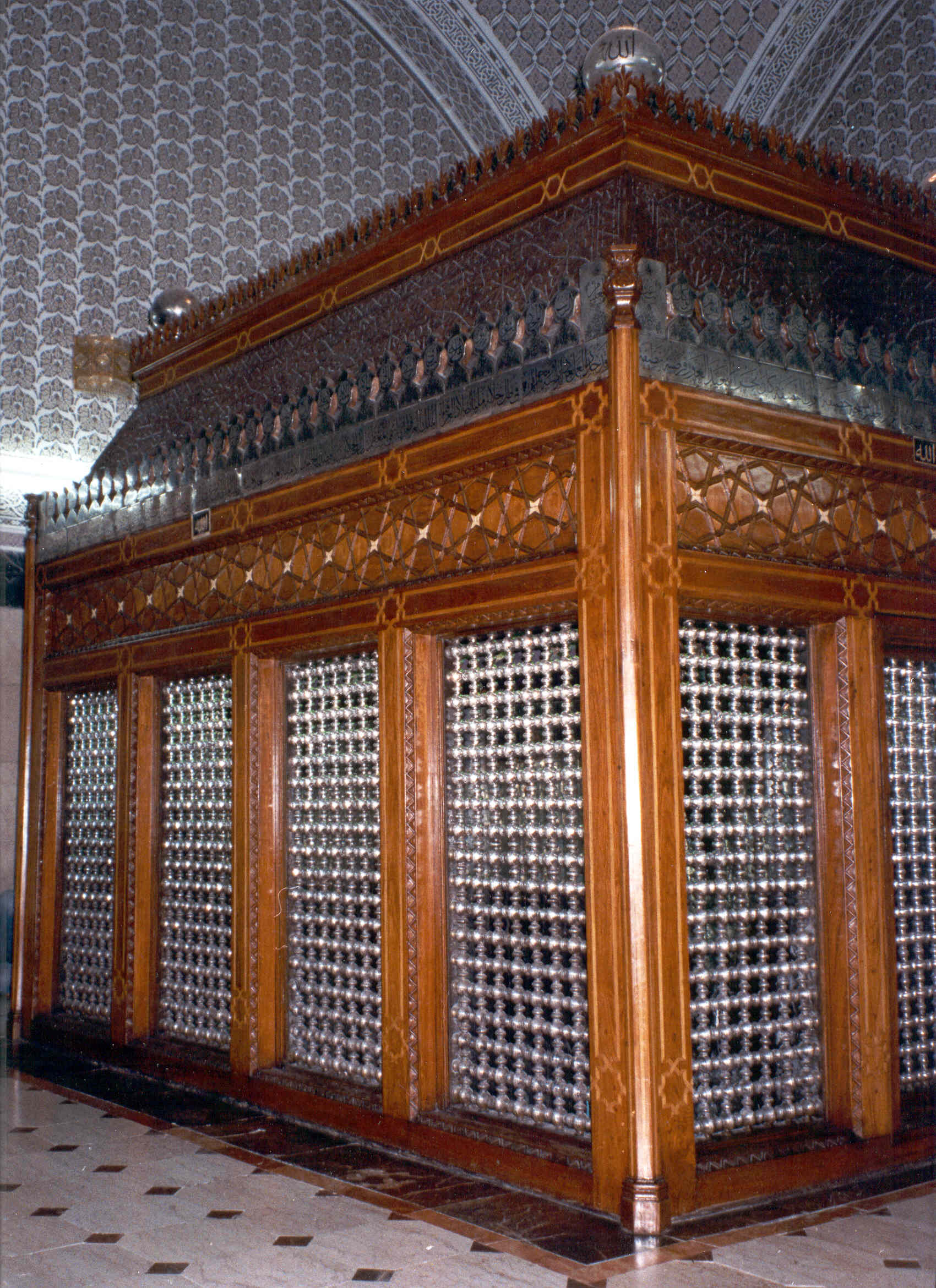
Graf van Abu Hanifa

Abu Hanifah, Nu’maan ibn Thaabit Ibn Zutaa Ibn Marzban (699 – 767), ook bekend als Imam Abū Hanīfah, was een van de belangrijkste imams van de islam. Hij was een jurist en de stichter van de Hanafi school van fiqh. Ook wel bekend als "lamp van de Ummah"; "leider van de juristen van de Mujtahideen";"Haffidh al-Hadith". Imam Abu Hanifah was een prestigieuze Mujtahid, Muhaddith, autoritaire persoon, rechtvol, wijs, abstinent en vroom. Hij werd onderwezen in fiqh door imam Hammad ibn Abu Sulayman (bekendste Faqih van Kufa) en door imam Zayd ibn Ali ibn Husseyn.
Abu Hanifa was ook een van de Tabi'een, de generatie na de Sahaba (de Metgezellen van Mohammed), want hij zag de Sahabi Anas ibn Maalik en nog een aantal Metgezellen van Profeet Mohammed.
Veel Muhadditheen en Hanafi, Shafi'ee, Maaliki en Hanbali-leerlingen zijn het eens over de sterktes en deugden van de Imam. Duizenden literaire werken zijn gecompileerd door de leerlingen en geleerden binnen Hanafi wetschool. 
De volgers van Abu Hanifa gaven hem de titel 'Imaam Al-A'zam (grootste der Imams) omdat hij de oudste was van de vier bekende imams en ook de eerste grondlegger van erkende wetscholen.

## Biografie
Abu Hanifa is geboren in Koefa, Irak in 699 tijdens de regeerperiode van de machtige Umayyad Kalief Abd al-Malik bin Marwan. Hij kwam uit een vrome handelaarsfamilie uit Kabul die destijds waren geëmigreerd naar Irak. Zijn vader was een handelaar uit
Charikar iets ten noorden van de Afghaanse hoofdstad Kabul. Hij was in zijn eigen tijd bekend als Abu Hanifa al-Anbari, "Abu Hanifa van Anbar." Anbar betekent 'emperium' in het Perzisch. Abu Hanifa's moedertaal was het Perzisch.
Abu Hanifa vroege opleiding was bereikt via madrassa's en het is hier waar hij de Koran vanbuiten leerde en de Hadith heeft leren kennen en hij deed het buitengewoon goed. Hij hield zich bezig met de godsdienstwetenschappen. Op 22-jarige leeftijd was hij door zijn interesse en zijn scherpe begaafdheid een onmisbare persoonlijkheid in de kringen van de geleerden. Hij hield zich een lange periode bezig met de handel en besteedde veel aandacht hieraan in de fiqh. Hij had voor de bijna onoplosbare vraagstukken een antwoord klaar en kreeg daarom de bijnaam 'de grote imam'. Hij was een vrome, vrijgevige man met veel liefde en respect voor kennis en voor degenen die zich hiermee bezighielden. Hij bracht zijn leven door met het opdoen van kennis en het opleiden van studenten.
Abu Hanifa had zijn vader zijn werk toegetreden, waar hij veel eerlijkheid toonde. Zijn informant in een ander land verkocht hem zijde kleren op zijn naam, maar vergat een kleine fout in de kleren te melden aan de klanten. Toen Abu Hanifa hiervan hoorde was hij erg verontrust, omdat hij geen mogelijkheid had om het geld terug te brengen naar de klanten. Dus toen heeft hij meteen het bevel gegeven het hele consigment van zijde te geven aan de armen.
Abu Hanifa's interesse in islamitische jurisprudentie was misschien aangewakkerd door geluk. Terwijl hij bezig was een boodschap van zijn moeder over te brengen, kwam hij langs het huis van Amer al Sha'bi , een van de meest bekende geleerde van de Koefa. Sha'bi zag hem per ongeluk als student en vroeg hem welke klassen hij had geattendeerd. Toen Abu Hanifa zei dat hij niet klassen attendeerde, zei Sha'bi "Ik zie tekenen van intelligentie in jou". Jij moet zitten in het bijzijn van geleerde mensen. Abu Hanifa nam het advies en begon aan een vruchtbare reis naar kennis en instigeerde daarmee iets wat een grote impact zou hebben op de geschiedenis van de islam.
In 763 bood de Abbasidische kalief Al-Mansoer Abu Hanifa de post van hoofdrechter van de staat aan, maar hij sloeg het aanbod ondanks alle druk af en koos ervoor zelfstandig te blijven. Zijn student Abu Yusaf was benoemd tot Qadi Al-Qadat (hoofdrechter van de staat) van de Al-Mansoer regering in plaats van Abu Hanifa. In zijn antwoord tot Al-Mansoer excuseerde Abu Hanifa zich en zei dat hij zich niet geschikt zag voor die post. Al-Mansoer, die zijn eigen ideeën en redenen erop nahield wat inzake het geven van het baantje, verloor zijn geduld en beschuldigde Abu Hanifa van liegen. "Als ik lieg," zei Abu Hanifa, "dan is mijn verklaring dubbel correct. "Hoe kan je een leugenaar het baantje geven van Hoofd Rechter?" Beledigd door dit antwoord, arresteerde de heerser Abu Hanifa en sloot hem op in gevangenis en martelde hem. Zelfs daar ging de onbreekbare imam door met het leren aan degenen waarvan hij toestemming kreeg om op te zoeken.
In 767 is Abu Hanifa op 69-jarige leeftijd gestorven in de gevangenis van Bagdad. Er wordt gezegd dat er zoveel mensen waren die zijn begrafenis bijwoonden dat er 6 keer extra gebeden werd door meer dan 50.000 mensen voordat hij daadwerkelijk begraven werd.
- Bibliothèque nationale de France: cb16251130t (data)
- CiNii: DA09342353
- Gemeinsame Normdatei: 11899204X
- International Standard Name Identifier: 0000 0001 1577 0954
- Library of Congress Control Number: n82031776
- Nationale bibliotheek van Australië: 35163229
- Nationale Bibliotheek van Israël: 987007302278705171
- Nederlandse Thesaurus van Auteursnamen: 073542784
- LIBRIS: 175991
- Système universitaire de documentation: 119722321
- TDVİA: ebu-hanife
- Trove: 847700
- Virtual International Authority File: 88126052
- WorldCat: E39PBJkMHhHfgDjbP39wTvxxDq